# Port La Tour
Port La Tour é uma comunidade na província canadense da Nova Escócia, localizada no município do distrito de Barrington do condado de Shelburne.